# Mārtiņš Pļaviņš
Mārtiņš Pļaviņš (ur. 8 maja 1985 w Rydze), łotewski siatkarz plażowy. Brązowy medalista olimpijski 2012 z Londynu w parze z Jānisem Šmēdiņšem, z którym tworzył duet w latach 2008–2012. W 2010 zostali brązowymi medalistami mistrzostw Europy rozgrywanych w Berlinie. Wcześniej, w latach 2004–2008, Mārtiņš występował w parze z Aleksandrsem Samolilovsem. Podczas Igrzysk Olimpijskich 2012 w Londynie był chorążym reprezentacji Łotwy. Od 2013 tworzy parę z Jānisem Pēdą.